# Suplacu de Barcău
Suplacu de Barcău é uma comuna romena localizada no distrito de Bihor, na região histórica da Crișana (parte da Transilvânia). A comuna possui uma área de 44.48 km² e sua população era de 4522 habitantes segundo o censo de 2007.